# غياب القزحية
توسع الحدقة الولادي أو انعدام القزحية (بالإنجليزية: Aniridia)‏ هو غياب القزحية بسبب وجود عيب خلقي أو إصابة تخللية، ويحدث عادة في كلتا العينين، وتوسع الحدقة الولادي ليس غياب القزحية فقط بل هو اضطراب في البقعة الصفراء، ونقص تنسج العصب البصري، والساد، وحدوث تغيرات في القرنية.
ويشكل غياب القزحية خطرا شديدا على العين إذ يؤدي إلى: الرأرأة، والحول، والساد، والجلوكوما (الماء الأزرق)، وجسامة المقلة، والغمش. ويحدث غياب القزحية في بعض الأفراد كجزء من متلازمة، مثل متلازمة واجر (WAGR syndrome) (التي تتكون من ورم ويلمز، والشذوذات التناسلية البولية، والإعاقة الذهنية)، أو متلازمة غيليسبي (رنح مخيخي المنشأ).

## الجين PAX6

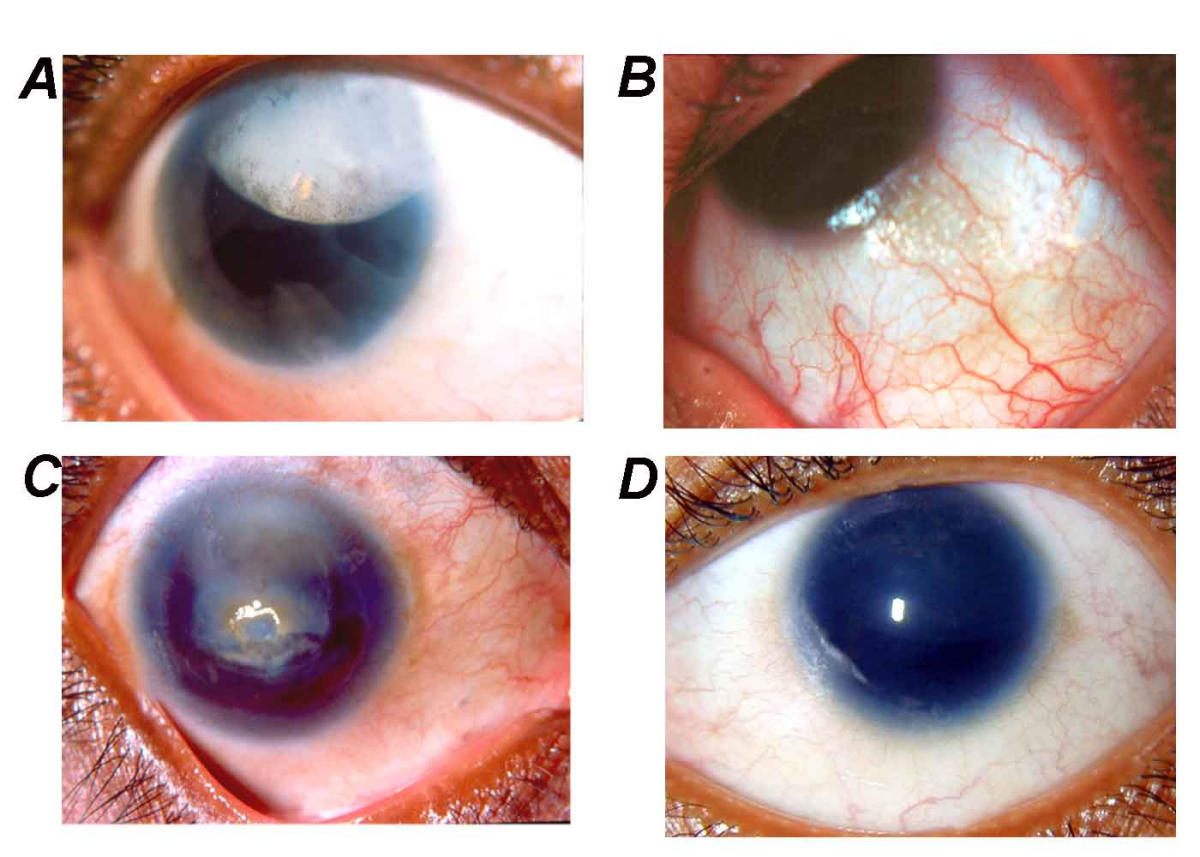
انعدام القزحية نتيجة تحور الجين PAX6

يقع المورث PAX6 المسؤول عن غياب القزحية على الذراع القصير للصبغي رقم 11 (11p13)،
ويساعد ذلك الجين في تنظيم سلسلة من العمليات الجينية الأخرى المرتبطة بتطور العين (وكذلك الهياكل الأخرى غير العينية). ويشبه الجين PAX6 الجين pax الموجود في أسماك دانيو المخططة بنسبة 95 ٪، وهو مخلوق انحرفت أسلافه عن التطور البشري منذ حوالي 400 مليون سنة، وهكذا يتم حفظ الجين PAX6 بشكل كبير عبر الأنساب التطورية.
ويؤدي وجود عيوب في الجين PAX6 إلى عيوب في عيون الفئران (وكذلك الدروسوفيلا) تشبه غياب القزحية. وغياب القزحية هو اضطراب مغاير للزيجوت، مما يعني أن نسخة واحدة فقط من زوج الكروموسوم 11 هي التي تتأثر، بينما إذا تأثرت كلتا النسختين، يكون هناك فشل كامل تقريبا في تشكيل العين. وفي عام 2001، تم الإبلاغ عن حالتين من مرضى غياب القزحية متماثلين الزيجوت، وتوفيت الأجنة قبل ولادتها، وكان لديهم تلف شديد بالمخ. وفي الفئران، يتسبب خلل ذلك الجين في فقدان العينين والأنف، كما تعاني الأجنة الفأرية من تلف شديد في الدماغ.

## الأنواع
يمكن تقسيم غياب القزحية إلى أشكال وراثية وفردية، وعادة ما ينتقل غياب القزحية الوراثي عن طريق صبغي جسمي سائد (كل ذرية لديها فرصة 50 ٪ للإصابة)، على الرغم من وجود أشكال وراثة جسدية متنحية نادرة (مثل متلازمة غيليسبي) تم الإبلاغ عنها. وقد تؤثر طفرات غياب القزحية الفردية على المنطقة WT1 المجاورة للمنطقة AN2 الخاصة بغياب القزحية، مما يسبب سرطان الكلى المسمى بـ(ورم ويلمز)، ويكون لدى هؤلاء المرضى في كثير من الأحيان أيضا تشوهات بولية تناسلية وإعاقة ذهنية (متلازمة واجر).
وقد تؤثر عدة طفرات مختلفة على الجين PAX6، ويبدو أن بعض الطفرات تمنع وظيفة الجينات أكثر من غيرها، مع تباين لاحق في شدة المرض. وبالتالي، فإن بعض الأفراد يفتقدون فقط الى كمية صغيرة نسبيا من القزحية، ولا يكون لديهم نقص تنسج النقرة المركزية، ويحتفظون بالرؤية العادية نسبيا، ومن المفترض أن العيب الوراثي في هؤلاء الأفراد يسبب «قصوراً متغاير الزيجوت» أقل، مما يعني أنهم يحتفظون بوظيفة جينية كافية لإعطاء نمط ظاهري أكثر اعتدالاً.
- الوراثة المندلية البشرية عبر الإنترنت (OMIM): 106210 غياب القزحية
- الوراثة المندلية البشرية عبر الإنترنت (OMIM): 106220 غياب القزحية وغياب الرضفة
- الوراثة المندلية البشرية عبر الإنترنت (OMIM): 106230 غياب القزحية، وصغر القزحية، والساد التلقائي
- الوراثة المندلية البشرية عبر الإنترنت (OMIM): 206700 غياب القزحية، والرنح مخيخي المنشأ، والذهان (متلازمة غيليسبي)

## التحليل الطفري
الاختبار الجزيئي (DNA) للطفرات الجينية للجين PAX6 (عن طريق التسلسل في منطقة التشفير بأكملها وتحليل الحذف/ الازدواجية) متاح لحالات غياب القزحية المفردة ومتلازمة غيليسبي، بينما في متلازمة واجر، يمكن استخدام التحليل الوراثي الخلوي عالي الاستبانة والتهجين الموضعي المتألق (FISH) لتحديد عمليات الحذف ضمن نطاق الصبغي 11p13، حيث يوجد كل من الجين PAX6 وWT1.